# 7140
7140(칠천백사십)은 7139보다 크고 7141보다 작은 자연수다.

## 수학
- 합성수로, 그 약수는 총 48개다.[a]
  - 7140의 진약수의 합은 17052이므로, 7140은 과잉수다.
- 119번째 삼각수다. 앞의 삼각수는 7021, 다음은 7260이다.
- 34번째 사면체수다. 앞의 사면체수는 6545, 다음은 7770이다.
- {\displaystyle 7140=84\times 85}
  - 연속하는 두 자연수의 곱으로 나타낼 수 있으며, 이 성질을 지닌 앞의 수는 6972, 다음 수는 7310이다.
- {\displaystyle 13^{4}-1}은 7140으로 나누어떨어진다.

## 과학·기술
- NGC 7140(독일어판, 프랑스어판): 인디언자리 방향에 있는 막대나선은하.
- 크라즈 7140(영어판): 크라즈의 오프로드 트럭.

## 기타
- 연도: 7140년, 기원전 7140년

## 같이 보기
- 7000